# 旧长崎总主教府

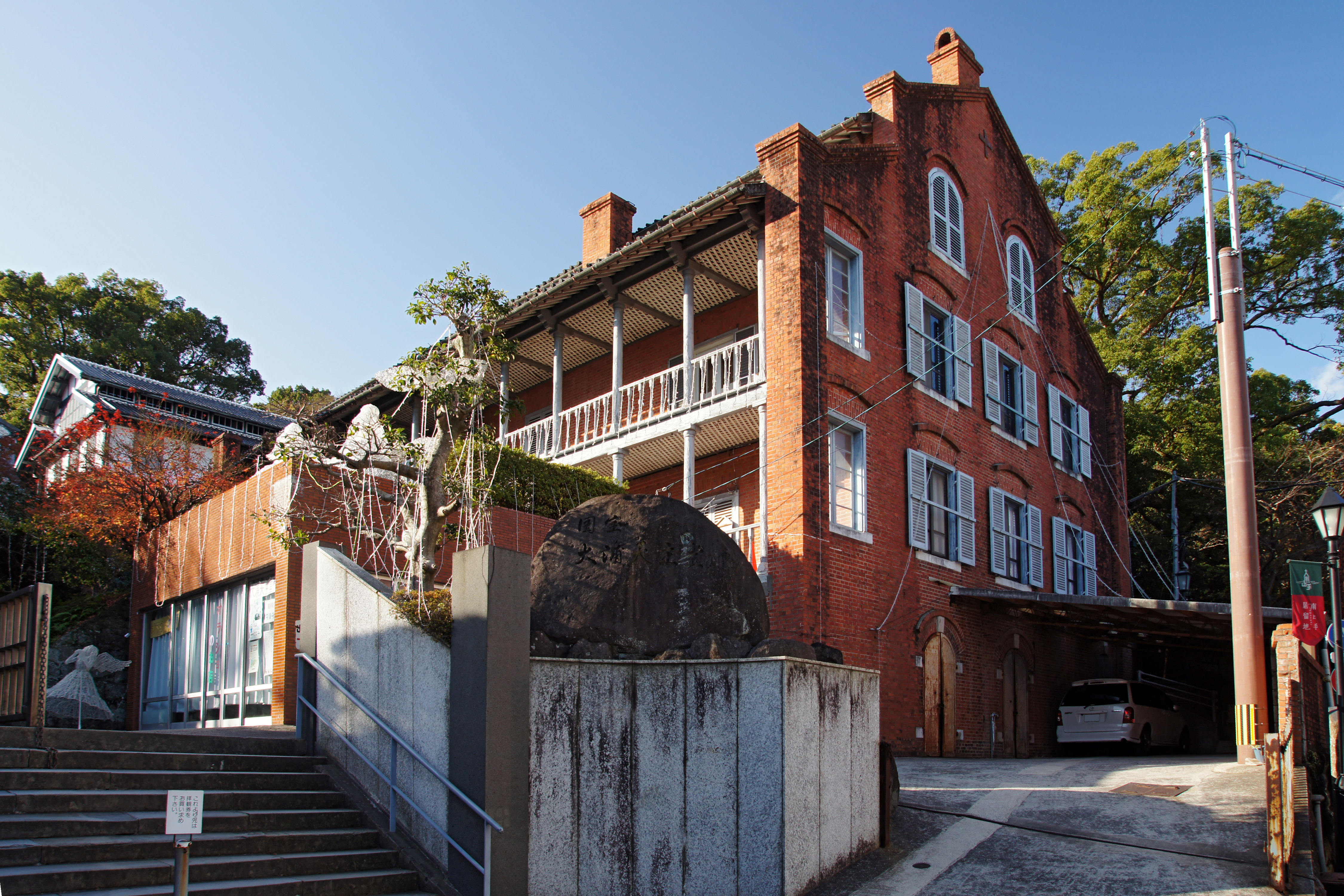

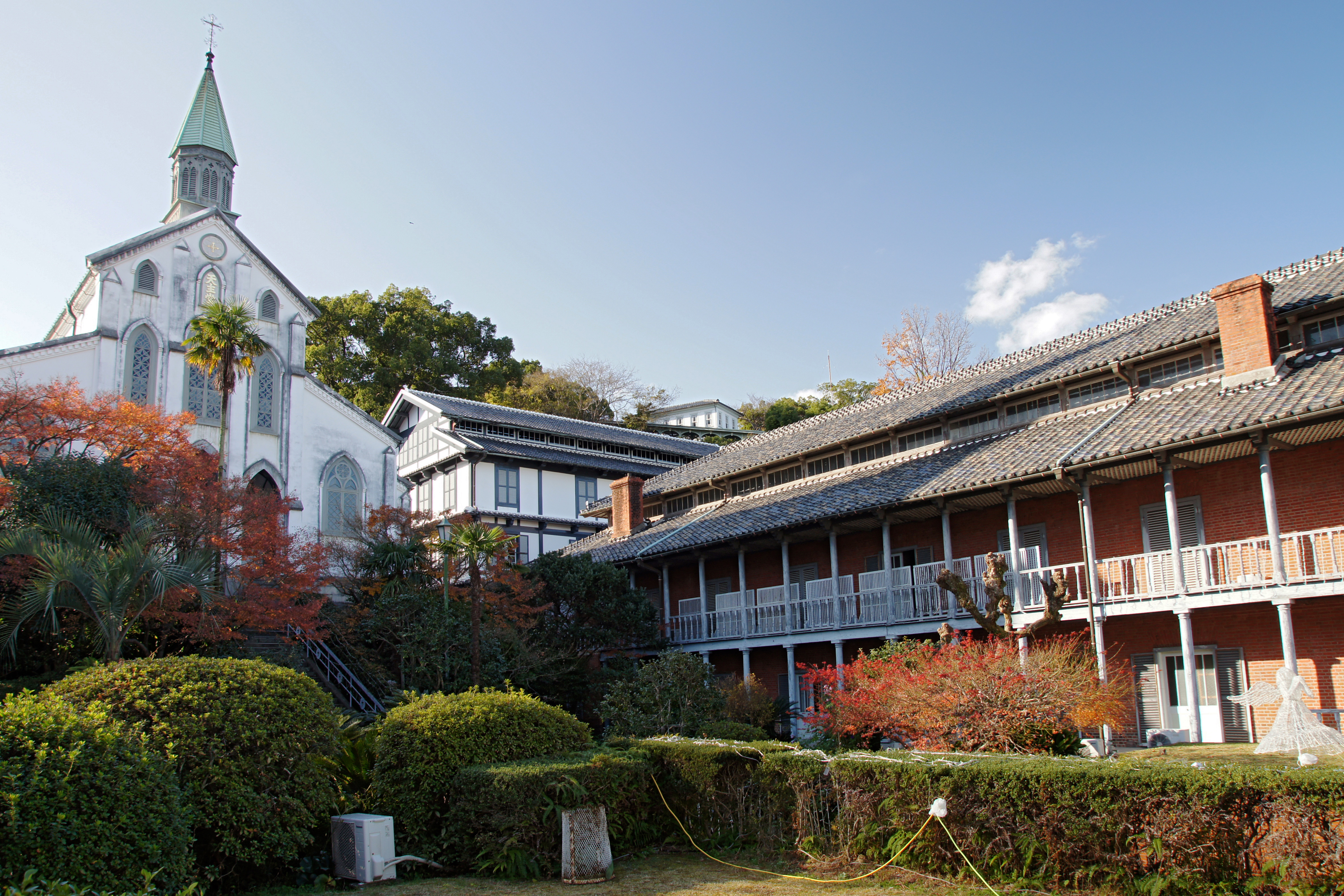
大浦天主堂（左）、旧長崎大司教館（右）与旧羅典神学校（中）

旧长崎总主教府（日语：旧長崎大司教館）是位於日本長崎縣長崎市南山手地區的一座历史建筑，現被列为長崎縣指定文化財。
建築由天主教长崎总教区的总主教府、巴黎外方传教会传教士Marc Marie de Rotz和鉄川与助共同設計，於1915年竣工，毗邻当時的主教座堂大浦天主堂。1962年主教座堂迁往浦上天主堂后，1989年总主教府也迁往浦上天主堂附近。旧总主教府现在是神学生寄宿学習设施。
2011年，旧长崎总主教府指定为県文化財。2007年被列入世界遺産预备名单“長崎教会建筑群”。

## 脚注
1. ↑  長崎県の文化財 旧長崎大司教館 （页面存档备份，存于） 長崎県学芸文化課
2. ↑  長崎の教会群とキリスト教関連遺産 大浦天主堂と関連施設 （页面存档备份，存于） 長崎県世界遺産登録推進課

- asahi.com  旧長崎大司教館が県文化財に　現存は長崎のみ - マイタウン長崎（2012年1月27日確認）[永久]